# VV Veendam in het seizoen 1970/71
Het seizoen 1970/1971 was het 17e jaar in het bestaan van de Veendamse betaaldvoetbalclub Veendam. De club kwam uit in de Nederlandse Eerste divisie en eindigde daarin op de 13e plaats. Tevens deed de club mee aan het toernooi om de KNVB beker, hierin werd in de eerste ronde smadelijk verloren van Go Ahead (2–9).

## Wedstrijdstatistieken

### Eerste divisie
|       | Blauw-Wit | FC Den Bosch '67 | SC Cambuur | D.F.C | Fortuna SC | De Graafschap | GVAV  | Heerenveen | Helmond Sport | Heracles | HVC   | SVV   | Vitesse | Wageningen | Willem II |
| ----- | --------- | ---------------- | ---------- | ----- | ---------- | ------------- | ----- | ---------- | ------------- | -------- | ----- | ----- | ------- | ---------- | --------- |
| Thuis | 3 – 0     | 0 – 2            | 1 – 1      | 3 – 0 | 2 – 0      | 1 – 0         | 0 – 2 | 0 – 0      | 2 – 1         | 2 – 3    | 1 – 0 | 1 – 1 | 1 – 2   | 1 – 1      | 1 – 2     |
| Uit   | 3 – 2     | 3 – 0            | 2 – 0      | 0 – 1 | 1 – 0      | 1 – 1         | 0 – 0 | 3 – 0      | 2 – 0         | 1 – 1    | 2 – 2 | 0 – 0 | 2 – 0   | 2 – 2      | 1 – 0     |

### KNVB beker
| 1e ronde                                           | Go Ahead                                                                                                | 9 – 2 (4 – 2) | Veendam                                   |
| 16 augustus 1970 Plaats: Deventer De Adelaarshorst | Ruud Geels 4', 36' Dick Beek 40', 46', 67' Gerrie de Winkel 44' Ruud Geestman 78' Oeki Hoekema 87', 89' |               | 20' Jan Blijham 28' (pen.) Bennie Specken |

## Statistieken Veendam 1970/1971

### Eindstand Veendam in de Nederlandse Eerste divisie 1970 / 1971
| Stand | Gespeeld | Gewonnen | Gelijk | Verloren | Punten | Doelpunten voor | Doelpunten tegen |
| ----- | -------- | -------- | ------ | -------- | ------ | --------------- | ---------------- |
| 13e   | 30       | 7        | 10     | 13       | 24     | 28              | 38               |

### Topscorers
| #      | Naam              | Goal |
| ------ | ----------------- | ---- |
| 1.     | Jan Lubben        | 9    |
| 2.     | Jetze Pascal      | 7    |
| 3.     | Bert Wierenga     | 4    |
| 4.     | Wim van der Heide | 3    |
| 5.     | Jan Blijham       | 2    |
| 6.     | Jan Bont          | 1    |
| 6.     | Hemmo Kerkhof     | 1    |
| 6.     | Rolf Oostinga     | 1    |
| Totaal | Totaal            | 28   |

| #      | Naam           | Goal |
| ------ | -------------- | ---- |
| 1.     | Jan Blijham    | 1    |
| 1.     | Bennie Specken | 1    |
| Totaal | Totaal         | 2    |